# Couteau SOG
 (octobre 2023).

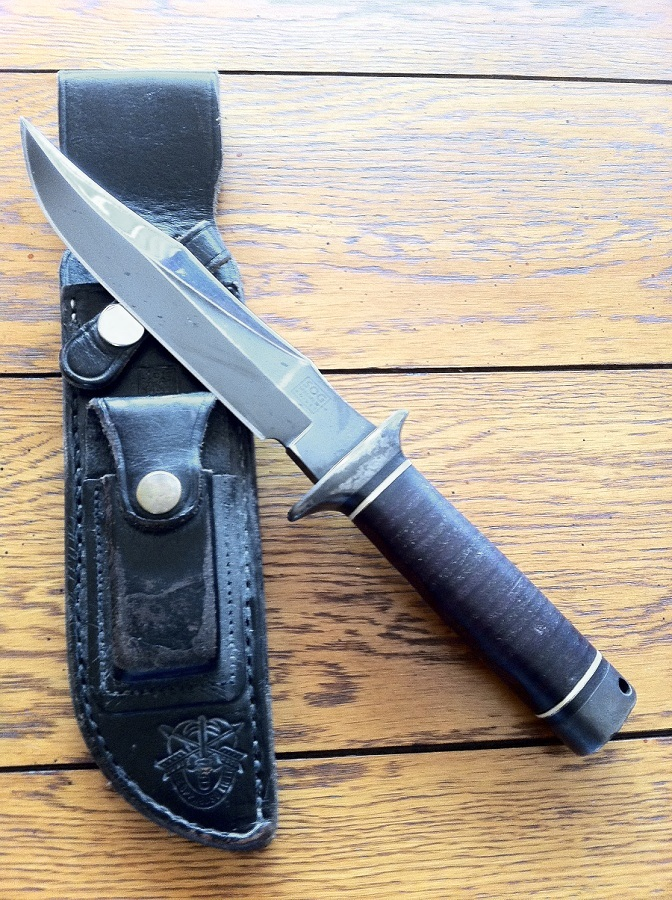

Le couteau SOG a été conçu pour le personnel des opérations spéciales du groupe d'études et d'observations pendant la guerre du Vietnam. Il n'avait aucun marquage et était censé être impossible à retracer jusqu'au pays d'origine ou de fabrication afin de maintenir un déni plausible des actions des utilisateurs en cas de mort ou de capture.

## Conception
Le couteau SOG a été conçu par Benjamin Baker, chef adjoint du "Bureau américain de soutien à la contre-insurrection" (CISO). Un acier au chrome-molybdène connu sous le nom de SKS-3 a été choisi pour la lame et durci à une dureté Rockwell de 55-57. La forme de la lame présentait un contre-tranchant convexe sur le Clip-Point d'un couteau Bowie. Le manche en cuir empilé, et dans lequel des rainures pour les doigts ont été moulées, a été inspiré par un couteau appartenant à Baker,. La lame était généralement parkerisée ou noircie pour réduire sa brillance. Cela en appliquant une finition bleu pistolet foncé (similaire à celles utilisées sur les armes à feu) sur la lame en acier SKS-3. Le couteau était transporté dans un étui en cuir noir contenant un fusil à aiguiser ou une pierre à aiguiser.

## Fabrication
Le premier contrat a été attribué à la société commerciale japonaise Yogi Shokai, d'Okinawa, pour 1 300 lames de sept pouces désignées "Couteau, indigène, RECON, 7 pouces (180 mm), avec fourreau et pierre à aiguiser" à 9,85 $ chacun. En 1966, SOG commanda 1 200 couteaux intraçables avec des lames de six pouces et des étuis noirs et en mars de l'année suivante, un lot supplémentaire de 3 700 fut commandé. Ce deuxième lot portait un numéro de série à des fins de traçage et était désigné "Couteau, indigène, chasse, 6 pouces (150 mm), avec gaine noire et pierre à aiguiser". D'autres couteaux ont également été commandés à Japan Sword, Tokyo. Les commandes étaient en fait exécutées par un certain nombre de couteliers et, par conséquent, les différents lots présentaient des différences mineures telles que la couleur bleuie de la lame et la couleur ou la forme de la garde. Bien que le bureau SOG basé à Kadena et Yogi Shokai se trouvent à Okinawa, on pense que seul un fabricant de couteaux majeur comme Seki aurait pu honorer toutes ces commandes.
En 1986, une société nommée SOG Specialty Knives basée à Santa Monica, en Californie, a commercialisé un couteau fabriqué à Seki City, au Japon, très similaire au couteau SOG original. Il avait une lame en acier au carbone SK5 bleui, était marqué de l'écusson des forces spéciales de l'armée américaine  et nommé « S1 Bowie ». Il s'agissait d'une réplique des versions commémoratives des couteaux MACV-SOG originaux, plutôt que des véritables couteaux intraçables non marqués utilisés au combat. SOG a fabriqué une version avec une lame en acier inoxydable Aus8 et un manche en micarta noir en commémoration des US Navy SEALs, connue sous le nom de "SOG S2 Trident". L'autre réplique de couteau du Vietnam est connue sous le nom de "Recon Bowie" par SOG avec une lame de 7 pouces distinctif en forme de banane. Ce type de couteau fut en fait le premier à entrer en service au Vietnam. La dernière réplique de couteau est le « SCUBA/Demo » qui a été introduit en 2001, c'est le couteau le plus rare de ce groupe puisqu'il n'existe qu'un seul original. Il a été créé et affecté au détachement consultatif de l'USN, qui exploitait des canonnières côtières. Les couteaux S1 et S2 ont été fabriqués par Hattori de Seki sous contrat avec SOG Knives USA de 1986 à 2005, après quoi SOG s'est tourné vers la fabrication à Taiwan. Hattori a également fabriqué les trois bowies commémoratifs SOG pour Boker, destinés à être vendus sur le marché européen.
Des répliques du couteau SOG ont également été réalisées par Al Mar Knives, Ek Knives, Tak Fukuta pour Parker et Strider Knives. SOG a également passé un contrat avec Kinryu Co. Ltd de Seki Japan pour fabriquer le Recon Bowie et le Scuba Demo jusqu'en 2007. Aucun de ces couteaux n’est actuellement utilisé officiellement par aucune branche de l’armée américaine. Les modèles originaux sont des objets de collection extrêmement précieux tant pour les collectionneurs de couteaux que de militaria. Les répliques les plus récentes sont également très demandées par les collectionneurs, en particulier les premières répliques fabriquées à Seki.